# Canton de Retiers
Le canton de Retiers est une ancienne division administrative française, située dans le département d'Ille-et-Vilaine et la région Bretagne.

## Composition
Le canton de Retiers groupait dix communes, et comptait 13 391 habitants (population municipale 2012).
| Nom                  | Code Insee | Intercommunalité             | Superficie (km2) | Population (dernière pop. légale) | Densité (hab./km2) |
| -------------------- | ---------- | ---------------------------- | ---------------- | --------------------------------- | ------------------ |
| Retiers (chef-lieu)  | 35239      | CC Roche aux Fées Communauté | 41,38            | 4 164 (2014)                      | 101                |
| Arbrissel            | 35005      | CC Roche aux Fées Communauté | 4,62             | 294 (2014)                        | 64                 |
| Coësmes              | 35082      | CC Roche aux Fées Communauté | 23,24            | 1 486 (2014)                      | 64                 |
| Essé                 | 35108      | CC Roche aux Fées Communauté | 23,19            | 1 114 (2014)                      | 48                 |
| Forges-la-Forêt      | 35114      | CC Roche aux Fées Communauté | 6,04             | 273 (2014)                        | 45                 |
| Marcillé-Robert      | 35165      | CC Roche aux Fées Communauté | 20,30            | 987 (2014)                        | 49                 |
| Martigné-Ferchaud    | 35167      | CC Roche aux Fées Communauté | 74,10            | 2 612 (2014)                      | 35                 |
| Sainte-Colombe       | 35262      | CC Roche aux Fées Communauté | 7,58             | 323 (2014)                        | 43                 |
| Le Theil-de-Bretagne | 35333      | CC Roche aux Fées Communauté | 24,20            | 1 749 (2014)                      | 72                 |
| Thourie              | 35335      | CC Roche aux Fées Communauté | 24,04            | 759 (2014)                        | 32                 |

À la suite du redécoupage des cantons pour 2015, les dix communes sont rattachées au canton de La Guerche-de-Bretagne.
Contrairement à beaucoup d'autres cantons, le canton de Retiers n'incluait aucune commune supprimée depuis la création des communes sous la Révolution.

## Représentation

### conseillers généraux de 1833 à 2015
| Période | Période       | Identité                        | Étiquette          | Qualité |
| ------- | ------------- | ------------------------------- | ------------------ | --- |
| 1833    | 1842          | François Després-Duval (1774-?) |                    | Maire de Marcillé                                                                                                  |
| 1842    | 1860 (décès)  | Pierre Guyot                    |                    | Docteur en médecine, Directeur de l'École de médecine de Rennes                                                    |
| 1860    | 1867          | Émile Legeard de La Diriays     |                    | Notaire, maire de Marcillé-Robert                                                                                  |
| 1867    | 1871          | François Tortelier              | Bonapartiste       | Président du tribunal de Vitré                                                                                     |
| 1871    | 1883 (décès), | Félix Beuscher (1831-1883)      | Républicain modéré | Avoué à Rennes |
| 1884    | 1894 (décès)  | Victorien Roulleaux             | Républicain        | Maire de Retiers                                                                                                   |
| 1894    | 1932          | Alphonse Richard                | Républicain        | Notaire, maire de Retiers (1909-1932), conseiller d'arrondissement                                                 |
| 1932    | 1940          | Robert Bellanger                | RG                 | Industriel et propriétaire-éleveur à Vitré Député (1928-1932), sénateur (1933-1941), sous-secrétaire d'État (1930) |
|         |               |                                 |                    | |
| 1945    | 1973          | Joseph Egu (1902-1988)          | DVD >CNIP          | Négociant en vins, maire de Retiers (1945-1977)                                                                    |
| 1973    | 1992          | André Egu                       | Union centriste    | Négociant en vins, sénateur (1989-1998), maire de Retiers (1977-1995)                                              |
| 1992    | 2004          | Paul David                      | DVD                | Gérant de société, maire de Coësmes (1977-2005)                                                                    |
| 2004    | 2015          | Jean-Claude Blouin              | DVD                | Directeur d'entreprise, maire du Theil-de-Bretagne                                                                 |

Le canton participe à l'élection du député de la troisième circonscription d'Ille-et-Vilaine.

### Conseillers d'arrondissement (de 1833 à 1940)
Le canton de Retiers avait deux conseillers d'arrondissement au XIXe siècle.
Il appartenait à l'arrondissement de Vitré.
| Période                                  | Période          | Identité                                         | Étiquette       | Qualité |
| ---------------------------------------- | ---------------- | ------------------------------------------------ | --------------- | --- |
| 1833                                     | 1842             | Brutus Félix Beuscher (1799-1874)                |                 | Géomètre à Retiers                                                                                          |
| 1833                                     | 1839             | M. Gaultier                                      |                 | Directeur des forges de Martigné-Ferchaud                                                                   |
| 1839                                     | 1845             | Jean Marie René Daussy (1797-1870)               |                 | Propriétaire à Martigné-Ferchaud                                                                            |
| 1842                                     | 1848             | M. Guyot                                         |                 | Maire de Coësmes                                                                                            |
| 1845                                     | 1848             | Pierre Sylvain Garnier de La Jarsais (1805-1869) |                 | Propriétaire à Retiers                                                                                      |
|                                          |                  |                                                  |                 | |
| av.1888                                  |                  | Théophile Daussy                                 |                 | Maire de Martigné-Ferchaud, suppléant du juge de paix                                                       |
|                                          |                  |                                                  |                 | |
| av.1893                                  | 1894 (démission) | Alphonse Jean-Marie Richard                      |                 | Licencié en droit, notaire, suppléant du juge de paix                                                       |
|                                          |                  |                                                  |                 | |
| 1901                                     | 1910 (décès)     | Lucien-Jean Harel                                | RG              | Propriétaire, maire de Retiers                                                                              |
| 18 déc.1910                              |                  | M. Lasne-Rochelle                                | Radical         | Greffier de paix à Retiers                                                                                  |
|                                          | 1913             | Lucien Harel (fils)                              | RG              | Pharmacien à Retiers                                                                                        |
| 1901                                     | 1912 (décès)     | Valentin-Marie Coudron (?-1912)                  | RG              | Propriétaire à Martigné-Ferchaud                                                                            |
| 1912                                     | 1913             | M. Prime                                         | RG              | Négociant à Martigné-Ferchaud                                                                               |
| 1913                                     | 1940             | Félix Brochet                                    | Radical         | Minotier à Martigné-Ferchaud                                                                                |
| 1931                                     | 1937             | Marcel Bellanger (frère de Robert Bellanger)     | Radical         | Président des Anciens combattants                                                                           |
| 1937                                     | 1940             | François Gouesnard                               | Union nationale | Cultivateur à la Roussière, Retiers                                                                         |
| 1940                                     |                  |                                                  |                 | Les conseils d'arrondissement ont été suspendus par la loi du 12 octobre 1940 et n'ont jamais été réactivés |
| Les données manquantes sont à compléter. |                  |                                                  |                 | |

## Démographie
| 1962   | 1968   | 1975   | 1982   | 1990   | 1999   | 2006   | 2011   | 2012   |
| ------ | ------ | ------ | ------ | ------ | ------ | ------ | ------ | ------ |
| 12 157 | 12 060 | 11 952 | 11 699 | 11 341 | 11 030 | 12 251 | 13 211 | 13 391 |